# Euphyia fosteri
Euphyia fosteri är en fjärilsart som beskrevs av Louis Beethoven Prout 1916. Euphyia fosteri ingår i släktet Euphyia och familjen mätare. Inga underarter finns listade i Catalogue of Life.